# Karaby landskommun
Karaby landskommun var en tidigare kommun i dåvarande Skaraborgs län.

## Administrativ historik
Kommunen inrättades i Karaby socken i Åse härad i Västergötland när 1862 års kommunalförordningar trädde i kraft. 
Vid kommunreformen 1952 uppgick landskommunen i Tuns landskommun som 1969 uppgick i Lidköpings stad som 1971 ombildades till Lidköpings kommun.